# Marco Valerio Massimo Messala
Marco Valerio Massimo Messala (latino: Marcus Valerius Maximus Messala; fl. III secolo a.C.) è stato un politico romano.

## Biografia
Con tutta probabilità fu il figlio di Manio Valerio Massimo Messalla, console nel 263 a.C.
Eletto console per l'anno 226 a.C. con Lucio Apustio Fullone. Messala viene ricordato perché impiegò l'anno del consolato per l'organizzazione di una leva generale in tutta Italia, così da affrontare una prevista invasione di popolazioni galliche provenienti dalla Gallia cisalpina ed anche da oltralpe.